# Pam Muñoz Ryan
Pam Muñoz Ryan (Bakersfield, 25 dicembre 1951) è una scrittrice statunitense.

## Biografia
Nata Pamela Jeanne Banducci nel 1951 a Bakersfield, ha radici messicane, italiane, basche, spagnole e dell'Oklahoma. 
Laureata al'Università della California, San Diego, ha esordito nella narrativa nel 1994 e da allora ha pubblicato numerosi romanzi destinati a bambini e adolescenti ottenendo numerosi riconoscimenti tra i quali il Premio Cento nel 2012 per Il sognatore.
Sposata con 4 figli, vive e lavora nella Contea di San Diego. 

## Opere principali

### Narrativa per l'infanzia
- One Hundred is a Family (1994)
- The flag we love (1996)
- Amelia and Eleanor go for a Ride (1999)
- Mice and Beans (2001)
- Hello Ocean (2001)
- When Marian Sang (2002)
- Mud is Cake (2002)
- Nacho and Lolita (2005)
- There was no snow on Christmas eve (2005)
- Our California (2008)
- Tony Baloney (2011)

### Narrativa young adult
- Riding Freedom (1998)
- Esperanza Rising (2000)
- Becoming Naomi León (2004)
- Paint the Wind (2007)
- Il sognatore: storia del ragazzo che diventò Pablo Neruda (The Dreamer), Milano, Mondadori, 2010 illustrazioni di Peter Sís, traduzione di Katia Bagnoli ISBN 978-88-04-60348-1.
- Echo (2015), Milano, Mondadori, 2016 traduzione di Simona Brogli e Loredana Serratore ISBN 978-88-04-65886-3.

### Antologie
- The Gift of the Magi (2002)
- First crossing (2004)
- Friends (2005)

## Premi e riconoscimenti
- Premio Cento: 2012 per Il sognatore
- Kirkus Prize: 2015 per Echo[5]